# Liste der Baudenkmale in Fehrbellin
In der Liste der Baudenkmale in Fehrbellin sind alle Baudenkmale der brandenburgischen Gemeinde Fehrbellin und ihrer Ortsteile aufgelistet. Grundlage ist die Veröffentlichung der Landesdenkmalliste mit dem Stand vom 31. Dezember 2021. Die Bodendenkmale sind in der Liste der Bodendenkmale in Fehrbellin aufgeführt.

## Baudenkmale
In den Spalten befinden sich folgende Informationen:
- ID-Nr.: Die Nummer wird vom Brandenburgischen Landesamt für Denkmalpflege vergeben. Ein Link hinter der Nummer führt zum Eintrag über das Denkmal in der Denkmaldatenbank. In dieser Spalte kann sich zusätzlich das Wort Wikidata befinden, der entsprechende Link führt zu Angaben zu diesem Denkmal bei Wikidata.
- Lage: die Adresse des Denkmales und die geographischen Koordinaten. Link zu einem Kartenansichtstool, um Koordinaten zu setzen. In der Kartenansicht sind Denkmale ohne Koordinaten mit einem roten beziehungsweise orangen Marker dargestellt und können in der Karte gesetzt werden. Denkmale ohne Bild sind mit einem blauen bzw. roten Marker gekennzeichnet, Denkmale mit Bild mit einem grünen beziehungsweise orangen Marker.
- Bezeichnung: Bezeichnung in den offiziellen Listen des Brandenburgischen Landesamtes für Denkmalpflege. Ein Link hinter der Bezeichnung führt zum Wikipedia-Artikel über das Denkmal.
- Beschreibung: die Beschreibung des Denkmales
- Bild: ein Bild des Denkmales und gegebenenfalls einen Link zu weiteren Fotos des Baudenkmals im Medienarchiv Wikimedia Commons

### Altfriesack
| ID-Nr.                           | Lage                              | Bezeichnung                                                    | Beschreibung | Bild                                                           |
| -------------------------------- | --------------------------------- | -------------------------------------------------------------- | --- | -------------------------------------------------------------- |
| 09172753                         | Fischerdorf 1 (Lage)              | Schleusenwärtergehöft, bestehend aus Wohnhaus und Stallgebäude | Schleusenwärtergehöft: um 1900 (1895/1905). Ortsbildprägendes Ensemble und markanter Blickpunkt im Ortskern. Wohnhaus: eingeschossiger Ziegelbau, hohes Satteldach. Stall (Geflügel- und Kleintierstall): um 1900. Weitgehend unveränderter Sichtziegelbau mit flachem Satteldach. | Schleusenwärtergehöft, bestehend aus Wohnhaus und Stallgebäude |
| 09172754 Teilobjekt zu: 09172753 | Fischerdorf 1 (Lage)              | Wohnhaus                                                       | Eingeschossiger Ziegelbau mit Satteldach und Fußwalm. Datiert auf 1895/1905. Auf der östlichen Straßenseite liegend. | BW                                                             |
| 09172755 Teilobjekt zu: 09172753 | Fischerdorf 1 (Lage)              | Kleinviehstall                                                 | Ziegelbau mit Satteldach. Datiert auf 1895/1905. Südöstlich des Wohnhauses liegend. | BW                                                             |
| 09170241                         | Zur Zugbrücke, Fischerdorf (Lage) | Klappbrücke an der Schleuse                                    | Die Zugbrücke ist eine Waagebalken-Klappbrücke. Die Brücke und die Schleuse wurde 1787 bis 1798 erbaut, im späten 19. Jahrhundert durch eine Eisenkonstruktion ersetzt. 1927 wurden weitere Teile der Brücke ausgewechselt. Die Schleuse wurde von 1997 bis 1999 erneuert. | Klappbrücke an der Schleuse                                    |
| 09172076 Teilobjekt zu: 09170241 | Zur Zugbrücke, Fischerdorf (Lage) | Schleusenkammer                                                | | BW                                                             |
| 09172756                         | Zur Zugbrücke 1 (Lage)            | Villa mit Wirtschaftsgebäude und Einfriedung                   | Datierung 1907-1908. Gut erhaltene repräsentative Villa, ortsbildprägend, zweigeschossiger Massivbau unter Krüppelwalm- und Satteldach. Errichtet für den Sägewerksbesitzer und Bauunternehmer Richard Ziekow (Vorbild war die ebenfalls von Ziekow errichtete Mühlenvilla in Wustrau). Einfriedung an der Einfahrt rechts vom Haus, übergiebelte Ziegelpfeiler mit glasierten Falzziegeln, links schmiedeeisernes Tor. | Villa mit Wirtschaftsgebäude und Einfriedung                   |
| 09172757 Teilobjekt zu: 09172756 | Zur Zugbrücke 1 (Lage)            | Wirtschaftsgebäude                                             | Es handelt sich um den einstigen Pferdestall & Remise. Zweigeschossiger Ziegelbau mit Pultdach. Erbaut in den Jahren 1907-1908. Südlich des Wohnhauses befindlich und parallel zu diesem. | BW                                                             |

### Betzin
| ID-Nr.                           | Lage                 | Bezeichnung    | Beschreibung | Bild           |
| -------------------------------- | -------------------- | -------------- | --- | -------------- |
| 09170244 Wikidata                | Dorfstraße (Lage)    | Dorfkirche     | Die Dorfkirche wurde 1886/1887 erbaut. Die Einweihung erfolgte am 14. November 1887. Es ist eine neogotische Kirche mit einem Turm auf der Nordseite der Kirche. Die Kanzel, das Gestühl und die Taufe stammen aus der Bauzeit. | weitere Bilder |
| 09171550 Teilobjekt zu: 09170244 | Dorfstraße (Lage)    | Glocke         | Es handelt sich um eine Stahlglocke. Gegossen 1925 (Inschrift). | BW             |
| 09171159                         | Dorfstraße 25 (Lage) | Mittelflurhaus | Das zweigeschossige giebelständige Fachwerkhaus mit Satteldach wurde 1788 erbaut. Der Eingang befindet sich (Straßen abgewandt) auf der Westseite des Hauses.                                                                   | Mittelflurhaus |
| 09172779                         | Dorfstraße 34 (Lage) | Stallgebäude   | | BW             |

### Brunne
| ID-Nr.                           | Lage                           | Bezeichnung                                                                       | Beschreibung | Bild                                                                              |
| -------------------------------- | ------------------------------ | --------------------------------------------------------------------------------- | --- | --------------------------------------------------------------------------------- |
| 09170001                         | Dorfstraße (Lage)              | Dorfkirche                                                                        | Die Kirche wurde 1756/1757 an Stelle einer kleineren Holzkirche gebaut. In den Jahren 1993/1994 wurde die Kirche saniert. Im Inneren befindet sich ein Kanzelaltar aus der Zeit um 1760. | weitere Bilder                                                                    |
| 09170001                         | Dorfstraße (Lage)              | Orgel                                                                             | Die Orgel ist eine der wenigen von Ernst Julius Marx gebauten und heute noch existierenden Orgeln. Sie stammt aus dem Jahr 1796. | Orgel                                                                             |
| 09170001                         | Dorfstraße (Lage)              | Glocke                                                                            | Es handelt sich um eine Stahlglocke. Gegossen 1922 (Inschrift). | BW                                                                                |
| 09171257                         | Dorfstraße 2 (Lage)            | Brennerei                                                                         | Die Brennerei wurde 1886 gegründet, das Gebäude wurde im gleichen Jahr erbaut. Auch heute wird hier noch gebrannt. Es ist ein eineinhalbgeschossiger Bau mit einem Satteldach. Der Grundriss ist L-förmig. Zum Gebäude gehört ein Schornstein. | Brennerei                                                                         |
| 09170945                         | Dorfstraße 25 (Lage)           | Dreiseitgehöft eines Großbauern, bestehend aus Wohnhaus, zwei Ställen und Scheune | Dem Grundriss des Dreiseithofes liegt ein 'U' zu Grunde. Datiert auf ca. 1900. Das Gehöft steht am Ende eines Seitenarms der Dorfstraße (nördlicher Abzweig). Hof: Feldstein-Pflasterung. | Dreiseitgehöft eines Großbauern, bestehend aus Wohnhaus, zwei Ställen und Scheune |
| 09172340 Teilobjekt zu: 09170945 | Dorfstraße 25 ()               | Wohnhaus                                                                          | Eingeschossiges Ziegel-Gebäude mit Mansarddach und Zwerchgiebel. | ein Bild hochladen                                                                |
| 09172341 Teilobjekt zu: 09170945 | Dorfstraße 25 ()               | Stall                                                                             | Es handelt sich um einen Ziegelbau. | ein Bild hochladen                                                                |
| 09172342 Teilobjekt zu: 09170945 | Dorfstraße 25 ()               | Stall                                                                             | Es handelt sich um ein Ziegelgebäude. | ein Bild hochladen                                                                |
| 09172343 Teilobjekt zu: 09170945 | Dorfstraße 25 ()               | Scheune                                                                           | Es handelt sich um einen Ziegelbau. | ein Bild hochladen                                                                |
| 09170946                         | Dorfstraße 26 (Lage)           | Wohnhaus                                                                          | Eingeschossiger Fachwerk-Ziegelbau mit Feldstein-Sockel und Satteldach. Das Haus schließt gleichzeitig den Dorfanger in baulicher Hinsicht nach Westen hin ab. Die Lage des Hauses zielt nicht zuletzt auf eine intendierte Sichtachse zur Dorfkirche ab. So gesehen kommt dem Wohnhaus eine zentrale Bedeutung im Dorf zu. Datiert auf ca. 1850 (Umbauten 1886/1900).                         | Wohnhaus                                                                          |
| 09171260                         | Dorfstraße 45a, 46, 47b (Lage) | Gutsspeicher und Teile des Gutsparks                                              | Das Gutshaus wurde nach Kriegsschäden 1945 abgerissen. Der zweigeschossige Gutsspeicher mit Satteldach wurde im Jahr 1892 erbaut. An der Nordseite des Speichers ist ein mit einem Engel-Motiv versehenes Medaillon ins Mauerwerk einbracht. Der Engel hält eine Tafel mit der Inschrift „gebaut 1892“.                                                                                        | Gutsspeicher und Teile des Gutsparks                                              |
| 09172652 Teilobjekt zu: 09171260 | Dorfstraße 45a & 46 (Lage)     | Gutspark                                                                          | Er wurde als Landschaftspark konzipiert. Südlich des Gutshauses liegend. | BW                                                                                |
| 09170947                         | Dorfstraße 49 (Lage)           | Wohnhaus                                                                          | Das Wohnhaus des Gehöftes wurde Ende des 18. Jahrhunderts erbaut. Es ist ein giebelständiges zweigeschossiges Fachwerkhaus mit einem Satteldach. | Wohnhaus                                                                          |
| 09170948                         | Dorfstraße 53 (Lage)           | Wohnhaus                                                                          | Zweigeschossiges, giebelständiges Haus mit Krüppelwalmdach, datiert auf 1886/1900. Zum Haus gehört ein langgestrecktes Stallgebäude mit Satteldach, links hinter dem Wohnhaus liegend. Es stammt ebenfalls aus dem Ende des 19. Jhs. Zwischen Wohnhaus und Stallgebäude erstreckt sich zudem eine Feldstein-Ziegelmauer, die das Grundstück nach Osten hin begrenzt.                           | weitere Bilder                                                                    |
| 09170949                         | Dorfstraße 59 (Lage)           | Wohnhaus                                                                          | Das Haus wurde um 1826 erbaut und ist ein eingeschossiges Tagelöhnerhaus mit Satteldach. Als eines der ältesten Häuser in Brunne ist das Fachwerkgebäude von ortsgeschichtlicher Bedeutung. Es dokumentiert Wohn- und Lebensweise der sozialen Schicht der Landlosen oder Häusler. Das zurückgesetzte, giebelständige Gebäude prägt entscheidend das Ortsbild im östlichen Bereich von Brunne. | Wohnhaus                                                                          |

### Dechtow
| ID-Nr.                           | Lage                       | Bezeichnung                                      | Beschreibung                                                                                            | Bild                                             |
| -------------------------------- | -------------------------- | ------------------------------------------------ | --- | ------------------------------------------------ |
| 09171219                         | Karweseer Straße (Lage)    | Friedhof mit Kapelle, Grabmälern und Einfriedung | Am westlichen Ortsausgang Richtung Betzin gelegen.                                                      | Friedhof mit Kapelle, Grabmälern und Einfriedung |
| 09172613 Teilobjekt zu: 09171219 | Karweseer Straße (Lage)    | Friedhofskapelle                                 | Neogotischer Ziegelbau mit Satteldach. Datiert auf ca. 1900.                                            | BW                                               |
| 09171657 Teilobjekt zu: 09171219 | Karweseer Straße ()        | Grabmal                                          | Obelisk aus rotem Granit. Bewidmet Gottlieb Stolze. Datiert auf 1903.                                   | ein Bild hochladen                               |
| 09171658 Teilobjekt zu: 09171219 | Karweseer Straße ()        | Grabmal                                          | Bewidmet Elisabeth von Saldern. Datiert auf 1922.                                                       | ein Bild hochladen                               |
| 09170249                         | Dorfstraße (Lage)          | Dorfkirche                                       | | weitere Bilder                                   |
| 09171553 Teilobjekt zu: 09170249 | Dorfstraße (Lage)          | Glocke                                           | Die gusseiserne Glocke wurde gegossen im Jahr 1928 (Inschrift).                                         | BW                                               |
| 09170250                         | Dorfstraße 22 (Lage)       | Schule (heute Wohnhaus), „Lehrerhaus“            | | Schule (heute Wohnhaus), „Lehrerhaus“            |
| 09170955                         | Karweseer Straße 2 (Lage)  | Zehnfamilienwohnhaus mit Stallanlage             | | Zehnfamilienwohnhaus mit Stallanlage             |
| 09172351 Teilobjekt zu: 09170955 | Karweseer Straße 2 ()      | Stall & Scheune                                  | Eineinhalbgeschossiger Ziegelbau mit Satteldach. Datiert auf ca. 1900. Parallel zum Haus stehend.       | ein Bild hochladen                               |
| 09171016                         | Karweseer Straße 13 (Lage) | Gutshaus mit gärtnerisch gestaltetem Umfeld      | | Gutshaus mit gärtnerisch gestaltetem Umfeld      |
| 09172383 Teilobjekt zu: 09171016 | Karweseer Straße 13 ()     | Gartenanlage                                     | Die Gartenanlage umschließt das Gutshaus südlich, östlich und nördlich.                                 | ein Bild hochladen                               |
| 09171069                         | Rosenstraße 59 (Lage)      | Landarbeiterhaus mit sechs Hausbäumen            | Das Haus bewohnten vormals zehn Familien, Landarbeiter des Gutes Dechtow. Erbaut wurde es um 1870/1880. | Landarbeiterhaus mit sechs Hausbäumen            |
| 09172434 Teilobjekt zu: 09171069 | Rosenstraße 59 ()          | Wirtschaftsgebäude                               | Eineinhalbgeschossiger Ziegelbau mit Satteldach. Datiert auf 1870/1880. Parallel zum Wohnhaus stehend.  | ein Bild hochladen                               |

### Deutschhof
| ID-Nr.                           | Lage                 | Bezeichnung                     | Beschreibung | Bild           |
| -------------------------------- | -------------------- | ------------------------------- | --- | -------------- |
| 09170956                         | Dorfstraße 10 (Lage) | Wohnstallhaus mit Scheunenanbau | Die Ursprungsfunktion als Meierei gilt als nicht gesichert. Es handelt sich um einen zweigeschossigen Fachwerkbau mit einem Walmdach. Datiert ca. auf das Jahr 1732. | weitere Bilder |
| 09172352 Teilobjekt zu: 09170956 | Dorfstraße 10 (Lage) | Stall                           | Bei dem Scheunenanbau (Ziegelbau mit Schleppdach) handelt es sich um den ehemaligen Pferdestall. Datiert auf ca. 1900. Auf der Rückseite des Hauses liegend.         | Stall          |

### Fehrbellin
| ID-Nr.                           | Lage                                  | Bezeichnung                                                                     | Beschreibung | Bild                                                  |
| -------------------------------- | ------------------------------------- | ------------------------------------------------------------------------------- | --- | ----------------------------------------------------- |
| 09171214                         | Bahnhofstraße 10 (Lage)               | Bahnhof Fehrbellin                                                              | Erbaut hat den Bahnhof die Paulinenaue-Neuruppiner Eisenbahngesellschaft in den Jahren 1879 bis 1880. Im Jahre 1923 übernahm die Ruppiner Eisenbahn das Gebäude und die Strecke. Im Jahre 1970 wurde der Personenverkehr eingestellt, seit 1996 fährt auch kein Güterzug mehr. Es ist ein Bau mit einem Mittelbau und zwei Querbauten. Zur Straßenseite ist das Haus aus Ziegel gemauert, zur Bahnsteigseite größtenteils aus mit Ziegel ausgemauerten Fachwerk. | Bahnhof Fehrbellin                                    |
| 09170255                         | Berliner Straße 3 (Lage)              | Wohn- und Geschäftshaus (Adler-Apotheke)                                        | Die Adler Apotheke wurde 1775 gegründet, das jetzige Gebäude wurde etwa 1800 errichtet. Das Haus ist traufständig und hat zwei Geschosse. Vor dem Eingang befindet sich eine kleine Freitreppe, links davon befindet sich eine niedrige Einfahrt. Im Inneren befindet sich eine mehrläufige Treppe aus der Bauzeit. | Wohn- und Geschäftshaus (Adler-Apotheke)              |
| 09171265                         | Berliner Straße 4 (Lage)              | Gasthaus Landhaus                                                               | Das Gasthaus Landhaus ist ein zweigeschossiger, traufständiger Fachwerkbau aus dem 18. Jahrhundert mit einem Satteldach. Die Fassade im klassizistischen Stil Fenstereinfassungen, Ritzquaderungen und einem Fries mit Laufenden Hund. Im Hof befinden sich Kellerräume, diese sind teilweise aus dem Mittelalter. | Gasthaus Landhaus                                     |
| 09171674                         | Berliner Straße 8 (Lage)              | Wohnhaus                                                                        | Das Haus wurde zum Ende des 19. Jahrhunderts erbaut. Es ist ein zweigeschossiges, traufständiges Haus mit einem Satteldach. Links befindet sich eine Einfahrt zum Hof, der Eingang zum Haus befindet sich im Hof. Die Fassade ist im spätklassizistischen Stil gehalten und durch Putzquaderung und Gesimse gegliedert. Unter dem Haus befindet sich ein Keller. Zum Haus gehören noch ein Seitenflügel und ein Nebengebäude.                                    | Wohnhaus                                              |
| 09171292                         | Berliner Straße 30 (Lage)             | Postamt                                                                         | Das Postamt wurde in den Jahren 1908/1909 als kaiserliches Postamt erbaut. Es ist ein traufständiges, zweigeschossiges Haus mit Fußwalmdach. Die linke Achse zeigt Ziegelmauerwerk, hier ist auch der Eingang, die anderen Achsen sind verputzt. Rechts von der Eingangsachse befindet sich ein Erker. | Postamt                                               |
| 09171248                         | Berliner Straße 60 (Lage)             | Wohnhaus mit Seitenflügel                                                       | Das Wohnhaus war eine Gaststätte und Teil der Brauerei Berger. Es ist ein traufständiges, zweigeschossiges Hau mit einem Satteldach. Links befindet sich eine Hofeinfahrt. Vor dem Eingang zur ehemaligen Gaststätte befindet sich eine Freitreppe. Es wurde in der ersten Hälfte des 19. Jahrhunderts erbaut, allerdings wurde es im vierten Viertel des 19. Jahrhunderts umfangreich umgebaut.                                                                 | weitere Bilder                                        |
| 09172643 Teilobjekt zu: 09171248 | Berliner Straße 60 (Lage)             | Seitenflügel                                                                    | Zweigeschossiger Fachwerkbau mit Pultdach. Datiert auf 1801/1850. Den Hof nach Osten hin begrenzend. | BW                                                    |
| 09171249                         | Berliner Straße 61 (Lage)             | Wohnhaus mit Torhaus, Seitenflügel und Stallscheune                             | Das Wohnhaus ist ein Fachwerkbau, es ist allerdings verputzt. Es ist ein zweigeschossiges Haus mit Satteldach. Links am Wohnhaus befindet sich ein Torhaus. Erbaut wurde das Haus im 18. Jahrhundert, der Seitenflügel wurde am Anfang des 20. Jahrhunderts als Waschküche errichtet. Die Stallscheune entstand um 1900. | weitere Bilder                                        |
| 09172644 Teilobjekt zu: 09171249 | Berliner Straße 61 (Lage)             | Torhaus                                                                         | Zweigeschossiger Fachwerkbau, westlich vom Wohnhaus liegend. | Torhaus                                               |
| 09172645 Teilobjekt zu: 09171249 | Berliner Straße 61 (Lage)             | Seitenflügel                                                                    | Eingeschossiger Ziegelbau mit Pultdach. | BW                                                    |
| 09172646 Teilobjekt zu: 09171249 | Berliner Straße 61 (Lage)             | Stall & Scheune                                                                 | Zweigeschossiger Ziegelbau mit Satteldach. Datiert auf ca. 1900. Auf der Rückseite des Hofes liegend. | BW                                                    |
| 09171250                         | Berliner Straße 63 (Lage)             | Wohnhaus und Stall                                                              | Das Wohnhaus wurde als Fachwerkhaus im 18. Jahrhundert erbaut. Heute ist die Fassade verputzt. Das Haus hat zwei Geschosse und ein Satteldach. Der Stall steht giebelseitig an der östlichen Hofseite. Es handelt sich um einen eingeschossigen kleinen Stall, Fachwerkbau mit Lehmkatenausfachung und Pultdach. Er datiert wie das Wohnhaus auf das 18. Jh. | weitere Bilder                                        |
| 09172647 Teilobjekt zu: 09171250 | Berliner Straße 63 ()                 | Stall                                                                           | Eingeschossiger Fachwerkbau mit Pultdach, auf der Rückseite des Hofes liegend. | ein Bild hochladen                                    |
| 09171253                         | Brunner Straße (Lage)                 | Friedhofskapelle, drei Erbbegräbnisreihen und zwei Grabkreuze, auf dem Friedhof | Die Friedhofskapelle wurde Ende des 19. Jahrhunderts im Stil der Neogotik erbaut. Es ist ein Sichtziegelbau mit einem Schiff. | weitere Bilder                                        |
| 09172649 Teilobjekt zu: 09171253 | Brunner Straße (Lage)                 | Erbbegräbnis                                                                    | An den Außenmauern des Friedhofs befinden sich drei Erbbegräbnisreihen. Angelegt wurden sie Mitte des 19. Jahrhunderts. | Erbbegräbnis                                          |
| 09172650 Teilobjekt zu: 09171253 | Brunner Straße (Lage)                 | Grabkreuze                                                                      | Bewidmet Johann Christian Friedrich Herzberg und Drothea Sophie Herzberg. Datiert auf 1855 & 1876. | Grabkreuze                                            |
| 09170254                         | Dechtower Weg (Lage)                  | Kurfürstenpark mit Kurfürsten-Denkmal                                           | Nachdem 1800 und 1875 bei Hakenberg zwei Denkmale zum Gedenken an den Sieg der Schweden errichtet worden sind, sollte in Fehrbellin auch ein Denkmal errichtet werden. Das geschah 1902 nach einem Entwurf von Fritz Schaper. Auf einem Granitsockel befindet sich Bronzefigur. Dargestellt ist der Kurfürst Friedrich Wilhelm in der Kleidung eines Feldherren des 17. Jahrhunderts. Um das etwas erhöhte Denkmal herum befindet sich der Kurfürstenpark.       | Kurfürstenpark mit Kurfürsten-Denkmal                 |
| 09170256                         | Feldbergstraße (Lage)                 | Stadtkirche                                                                     | Die evangelische Kirche wurde von 1866 bis 1867 errichtet. Der Entwurf aus dem Jahr 1858 stammt von Stüler. Die Kirche ersetzte eine Pfarrkirche, die bereits im Dreißigjährigen Krieg bestand. Es ist ein neugotischer Saalbau mit einem Turm an der Westseite. Die Schiffseiten sind Strebepfeiler gegliedert, an der Ostseite befindet sich ein Staffelgiebel. Die Ausstattung im Inneren ist aus der Bauzeit.                                                | weitere Bilder                                        |
| 09171545 Teilobjekt zu: 09170256 | Feldbergstraße (Lage)                 | Glocke                                                                          | Es handelt sich um eine Stahlglocke, gegossen im Jahr 1925. | BW                                                    |
| 09171666                         | Feldbergstraße (Lage)                 | Gefallenendenkmal                                                               | Das Gefallenendenkmal wurde 1914 für die Gefallenen der Befreiungskriege 1813 bis 1815 östlich der Kirche aufgestellt. Insbesondere wird an Heinrich Bolte (gestorben 1814) gedacht, er der Sohn des Pfarrers Johann Heinrich Bolte. Es ist eine Grantstelle auf einem Postament mit zwei Kupferplatten. Auf den Kupferplatten befindet sich eine Inschrift und eine Kriegsszene.                                                                                | Gefallenendenkmal                                     |
| 09171231                         | Feldbergstraße 4 (Lage)               | Gehöft, bestehend aus Wohnhaus und Wirtschaftsgebäude                           | Das Wohnhaus wurde 1892/1893 erbaut. Es ist ein eingeschossiges, traufständiges Haus mit einer spätklassizistischen Fassade. Der Stall links auf dem Hof wurde um 1900 erbaut. | Gehöft, bestehend aus Wohnhaus und Wirtschaftsgebäude |
| 09171232                         | Feldbergstraße 43 (Lage)              | Pfarrgehöft, bestehend aus Pfarrhaus, Wirtschaftsgebäude und Einfriedung        | Das Pfarrgehöft wurde von 1818 bis 1820 erbaut. Das Pfarrhaus ist ein eingeschossiges Haus mit einem traufständigen Satteldach. Die Fassade ist durch Risalite gegliedert, der Eingang befindet sich in der mitterlen Achse der sieben Achsen. Zum Hof gehört ein Wirtschaftsgebäude auf dem Hof aus der Zeit um 1900. | weitere Bilder                                        |
| 09171679                         | Feldbergstraße 47 (Lage)              | Wohnhaus                                                                        | Das Wohnhaus wurde 1860 erbaut. Es ist ein eingeschossiger, traufständiger Bau mit einem hohen Kellergeschoss. Die Fassade zur Feldbergstraße ist symmetrisch gegliedert, in der Mitte befindet sich ein dreiachsiges Zwerchhaus. Auch die Giebelseite zur Brunner Straße ist gegliedert. | Wohnhaus                                              |
| 09171266                         | Geschwister-Scholl-Straße 5 (Lage)    | Wohnhaus                                                                        | Das Haus wurde im Jahre 1859 vom Magistrat gekauft und ab 1861 als Rathaus genutzt. 1928 zog die Stadtverwaltung in das Amtshaus in der Johann-Sebastian-Bach-Straße 6 um. Seitdem wird das Haus als Wohnhaus genutzt. Das Haus hat zwei Geschosse, fünf Achsen und ein Krüppelwalmdach. In der mittleren Achse befindet sich der Eingang, davor eine kleine Freitreppe.                                                                                         | Wohnhaus                                              |
| 09171267                         | Geschwister-Scholl-Straße 16 (Lage)   | Wohnhaus mit Hofgebäude                                                         | Das Wohnhaus wurde Anfang des 19. Jahrhunderts erbaut. Es ist ein zweigeschossiges, traufständiges Haus mit fünf Achsen und Satteldach. Das Hofgebäude steht an der Hofrückseite. Es grenzt (aufgrund des Straßenverlaufs) unmittelbar an die gegenüberliegende Berliner Straße. Es handelt es sich um einen eineinhalbgeschossigen verputzten Fachwerkbau mit Toreinfahrt. Datiert auf das Jahr 1801.                                                           | weitere Bilder                                        |
| 09171233                         | Geschwister-Scholl-Straße 20 (Lage)   | Wohnhaus mit Wirtschaftsgebäude                                                 | Das Ensemble wurde um 1780 errichtet und früher als Schmiede genutzt. Die Ausstattung entspricht weitgehend dem Originalzustand. Als letztes erhaltenes Giebelhaus in der Fehrbelliner Altstadt und „Vorläufer“ des Mittelflurhauses ist es von besonderer bau- und stadtgeschichtlicher Bedeutung. | Wohnhaus mit Wirtschaftsgebäude                       |
| 09170257                         | Johann-Sebastian-Bach-Straße 6 (Lage) | Rathaus (ehemaliges Amtshaus)                                                   | Das ehemalige Amtshaus wurde von 1792 bis 1796 an Stelle eine baufälligen Hauses erbaut. Hier befindet sich seit 1928 das Rathaus und seit 1992 der Sitz der Verwaltung des Amtes Fehrbellins. Es ist ein zweigeschossiges, traufständiges Gebäude mit einem Krüppelwalmdach und einem hohen Kellergeschoss. Das Haus hat neun Achsen in der Mitte befindet sich der Eingang. Vor dem Eingang befindet sich eine zweiläufige Freitreppe.                         | Rathaus (ehemaliges Amtshaus)                         |
| 09170520                         | Kapellenberg (Lage)                   | Ehrenmal für Opfer des Faschismus                                               | Das Ehrenmal für Opfer des Faschismus (OdF-Denkmal) wurde Ende des 19. Jahrhunderts als Kriegerdenkmal errichtet. Nach 1945 wurde es als OdF-Denkmal umgebaut. Der Sockel blieb erhalten, die Porträtmedaillons und der Adler wurden entfernt. Auf dem Sockel befindet sich statt des Adlers das Dreieckssymbol der KZ-Häftlinge. | Ehrenmal für Opfer des Faschismus                     |
| 09171675                         | Postplatz (Lage)                      | Gefallenendenkmal                                                               | Das Gefallenendenkmal an Postplatz wurde 1920 aufgestellt. Es gedenkt der Gefallenen des Ersten Weltkrieges. | Gefallenendenkmal                                     |
| 09171254                         | Rhinstraße 8 (Lage)                   | Wohnhaus mit Nebengebäude                                                       | | Wohnhaus mit Nebengebäude                             |

### Hakenberg
| ID-Nr.            | Lage                 | Bezeichnung                                                                              | Beschreibung | Bild                            |
| ----------------- | -------------------- | ---------------------------------------------------------------------------------------- | --- | ------------------------------- |
| 09170228          | (Lage)               | Denkmal für die Schlacht bei Fehrbellin 1675 (altes und neues Denkmal, 1800 und 1875/79) | Das Denkmal ist eine 36 Meter hohe Siegessäule. Sie erinnert an die siegreiche Schlacht der Truppen des Kurfürsten Friedrich Wilhelm über die Schweden bei Fehrbellin am 16. Juni 1675 (nach heutiger Zeitrechnung am 28. Juni 1675). Der Grundstein wurde am 16. Juni 1875 gelegt, am 2. September 1879 erfolgte die Einweihungsfeier. Die Gedenksäule steht auf einem Hügel und hat eine Höhe von 32 Metern. Die Säule selbst steht auf einem zweigeschossigen Sockel. An dem Sockel befindet sich eine Nachbildung eine Büste des Kurfürsten Friedrich Wilhelm von Andreas Schlüter. Das Denkmal zu Beginn der Straße wurde 1800 errichtet. | weitere Bilder                  |
| 09170274 Wikidata | Dorfstraße (Lage)    | Dorfkirche mit Erinnerungsstücken an die Schlacht bei Fehrbellin und Kirchhofmauer       | Die Dorfkirche wurde im Jahr 1874 erbaut, dabei wurden Teile des Turmes des Vorgängerbaues verwendet. Der Turm aufgestockt und somit auch verändert. Die Erinnerungsstücke zur Schlacht bei Fehrbellin befinden sich im ersten Turmgeschoss. | weitere Bilder                  |
| 09171251          | Dorfstraße 44 (Lage) | Wohnhaus                                                                                 | Das Ernhaus wurde um 1800 erbaut und wurde zum Ende des 19. Jahrhunderts um zwei Achsen erweitert. Es ist ein giebelständiges, zweigeschossiges Fachwerkhaus mit einem Satteldach. Das Fachwerk ist im ursprünglichen Bau erhalten geblieben. | Wohnhaus                        |
| 09171244          | Dorfstraße 46 (Lage) | Wohnhaus und Wirtschaftsgebäude                                                          | Das villenähnliche Wohnhaus wurde 1909 erbaut. Es ist ein eingeschossiger Ziegelbau mit einer Fassadengliederung aus Ziegeln. Zum Anger hin befindet sich ein stufiger Giebel, hier befindet sich auch der Eingang mit einem Laubenvorbau und einer Freitreppe. Die Fenster im Erdgeschoss haben wie das Giebelfenster, Segmentgiebel. An den Längsseiten befinden sich zweigeschossige Zwerchhäuser mit Schmuckgiebel. Das Wirtschaftsgebäude stammt aus dem Jahr 1883. | Wohnhaus und Wirtschaftsgebäude |
| 09171252          | Dorfstraße 69 (Lage) | Wohnhaus                                                                                 | | Wohnhaus                        |
| 09171245          | Dorfstraße 71 (Lage) | Pfarrhaus                                                                                | Das Pfarrhaus wurde 1884 erbaut. Südöstlich der Kirche, Sichtziegelbau, 1-geschossig, in erhöhter Lage, umgeben von großem Pfarrgarten; Dachgeschoss ausgebaut, in der Tradition unverputzter Ziegelbauten der Schinkel-Schule. | Pfarrhaus                       |

### Karwesee
| ID-Nr.   | Lage               | Bezeichnung                        | Beschreibung                                                                                 | Bild                               |
| -------- | ------------------ | ---------------------------------- | -------------------------------------------------------------------------------------------- | ---------------------------------- |
| 09170284 | Dorfstraße (Lage)  | Dorfkirche                         | Die Kirche wurde 1756 erbaut. Es ist ein Fachwerkbau mit einem Turm.                         | weitere Bilder                     |
| 09171258 | Hauptstraße (Lage) | Grabstätte Engel, auf dem Friedhof | Die Grabstätte im linken vorderen Teil des Friedhofs stammt vom Anfang des 20. Jahrhunderts. | Grabstätte Engel, auf dem Friedhof |

### Königshorst
| ID-Nr.            | Lage                         | Bezeichnung                                                                        | Beschreibung | Bild                                                                               |
| ----------------- | ---------------------------- | ---------------------------------------------------------------------------------- | --- | ---------------------------------------------------------------------------------- |
| 09170289 Wikidata | Hauptstraße (Lage)           | Dorfkirche                                                                         | Die Dorfkirche wurde 1737 ohne Turm erbaut. Dieser kam bei einer Renovierung in den Jahren 1820–1822 hinzu. Nach einem Brand 1912 wurden Anstrengungen für einen Wiederaufbau unternommen. Glasfenster und Orgel stammen aus dem Jahre 1915. | weitere Bilder                                                                     |
| 09170288          | Hauptstraße (Lage)           | Barocker Grabstein, auf dem Kirchhof                                               | Der Grabstein (östlich der Kirche) stammt aus dem 18. Jahrhundert. Es ist der älteste auf dem Kirchhof. Die Inschrift ist nur teilweise lesbar: „... dieselbe ward geboren im Clev’schen / Anno 1694 im Dezember / und gestorben Anno 1766 im / November - ihr Alter 72 / ... gelebt 36 Jahr und drei Kinder gezeugt“. | Barocker Grabstein, auf dem Kirchhof                                               |
| 09171709          | Hauptstraße 4 (Lage)         | Schule mit Wirtschaftsgebäude                                                      | Schulunterricht fand ab dem Jahr 1737 im Haus des Küsters statt. 1915 wurde der Bau einer Schule geplant, 1921 dann erbaut. Im Jahre 1972 wurde die Schule um einen Erweiterungsbau ergänzt. Es ist ein eingeschossiger Putzbau mit einem Sockel aus Ziegeln und einem verschränkten Krüppelwalmdach. Der Eingang befindet sich in der Mitte, rechts und links jeweils die Klassenräume mit je vier Fensterachsen. Auf der linken Seite der Schule befindet sich unter dem Dach eine Lehrerwohnung. | Schule mit Wirtschaftsgebäude                                                      |
| 09170290          | Hauptstraße 14 (Lage)        | Dorfkrug                                                                           | Die Gaststätte stammt im Ursprung aus dem Jahre 1734. Es ist ein traufständiges, eingeschossiges Fachwerkhaus mit einem Krüppelwalmdach und einer Fledermausgaube. In den Jahren 1937 bis 1938 wurde der Gasthof umgebaut. Aus dieser Zeit stammt der mittig platzierte Vorbau, außerdem Erweiterungen nach rechts und links (Saalanbau). Die Hauslinde unmittelbar vor dem Haupteingang (etwa 18. Jh) wurde inzwischen gefällt (Datum und Anlass sind unbekannt).                                  | Dorfkrug                                                                           |
| 09171061          | Hauptstraße 42 (Lage)        | Pfarrgehöft, bestehend aus Pfarrhaus und zwei Hofgebäuden                          | Das Pfarrgehöft wurde in den Jahren 1736/1737 erbaut. Es ist ein traufständiger, eingeschossiger Fachwerkbau mit einem Krüppelwalmdach. Im Dach befinden sich drei Fledermausgauben. | Pfarrgehöft, bestehend aus Pfarrhaus und zwei Hofgebäuden                          |
| 09171283          | Nordhofer Straße (Lage)      | Schöpfwerk Nordhof                                                                 | | Schöpfwerk Nordhof                                                                 |
| 09170291          | Schwarzer Weg 1, 2, 7 (Lage) | Gutsanlage, bestehend aus Gutshaus, Stallgebäude und zwei ehemaligen Pferdeställen | Die ersten Bauten stammen aus dem Jahr 1719. Nach einer Reihe von Pächter- und Besitzerwechsel wurden nach 1933 einige Gebäude entfernt. Die Errichtung des Gutshauses 1762 gilt als nicht gesichert. Das Stallgebäude (Mitte 18. Jh.) dient als westliche Begrenzung des Hofes. Die ehemaligen Pferdeställe (Mitte 18. Jh.) wurde nach 1933 zu Wohnungen ausgebaut. Der angelegte Gutspark existiert in seinem Ursprungsentwurf (nach P. J. Lenné) bis auf einige wenige Gehölze nicht mehr.       | Gutsanlage, bestehend aus Gutshaus, Stallgebäude und zwei ehemaligen Pferdeställen |

### Kuhhorst
| ID-Nr.   | Lage                    | Bezeichnung                                                                  | Beschreibung | Bild                           |
| -------- | ----------------------- | ---------------------------------------------------------------------------- | ------------ | ------------------------------ |
| 09172769 | Dorfstraße (Lage)       | Pflasterstraße mit Eichenallee                                               |              | Pflasterstraße mit Eichenallee |
| 09172770 | Dorfstraße 10a (Lage)   | Wirtschaftsgebäude                                                           |              | BW                             |
| 09172771 | Kastanienallee 3 (Lage) | Neubauerngehöft, bestehend aus Wohnstallhaus, Wirtschaftsgebäude und Scheune |              | weitere Bilder                 |

### Langen
| ID-Nr.   | Lage                 | Bezeichnung                                                                     | Beschreibung | Bild                                                                 |
| -------- | -------------------- | ------------------------------------------------------------------------------- | --- | -------------------------------------------------------------------- |
| 09170296 | Dorfstraße (Lage)    | Dorfkirche mit Kirchhofportal, Kirchhofmauer, Friedhofskapelle und Spritzenhaus | Die heutige Kirche wurde am 16. Oktober 1855 eingeweiht. Der Entwurf soll von einem Schüler Stühlers stammen, beauftragt von der Familie von Hagen. Es ist ein einschiffiger Ziegelbau mit Satteldach und einem Westturm. Der Altar und das Gestühl sind aus der Bauzeit. Der Kirchhof wird flankiert vom ehemaligen Spritzenhaus (rotes Ziegelgebäude mit Satteldach an der südlichen Ziegelmauer liegend), an der nördlichen Friedhofsmauer von einem Leichenhaus (ebenfalls rotes Ziegelgebäude mit Satteldach) und im Osten durch eines der beiden Wirtschaftsgebäude des nebenan liegenden Pfarrgehöftes. | weitere Bilder                                                       |
| 09171175 | Dorfstraße 17 (Lage) | Wohnhaus mit Einfriedung (Wirtschaftshaus des ehemaligen Ritterguts)            | Als ein zweigeschossiges Fachwerkhaus mit einem Walmdach ist es als Wirtschaftshaus des ehemaligen Gutes das älteste Haus des Dorfes. | Wohnhaus mit Einfriedung (Wirtschaftshaus des ehemaligen Ritterguts) |
| 09172758 | Dorfstraße 28 (Lage) | Gehöft, bestehend aus Wohnhaus, zwei Stallgebäuden, Scheune und Hofpflasterung  | Wohnhaus: eingeschossiger Bau mit Satteldach, giebelständig zur Dorfstraße stehend. Datiert auf 1800/1815 (Änderungsbauten 1902/1905) Stall: Ziegelbau mit Satteldach. Parallel des Wohnhauses (westlich davon) und giebelständig zur Dorfstraße stehend. Datiert auf 1850/1899. Stall: zweigeschossiger Ziegelbau mit Satteldach. Schließt rückwärtig an das Wohnhaus an. Datiert auf 1900/1915. Scheune: Ziegelbau mit Satteldach. Schließt den Hof querstehend nach Süden hin ab. Datiert auf 1900/1915. | weitere Bilder                                                       |
| 09171017 | Dorfstraße 71 (Lage) | Pfarrgehöft, bestehend aus Pfarrhaus und zwei Wirtschaftsgebäuden               | Seit 1484 ist hier ein Pfarrgehöft bekannt. Das heutige Haus wurde 1818 errichtet (Umbau im 20. Jh.). Es ist ein eingeschossiger traufständiger Bau mit Krüppelwalmdach. Der Eingang befindet sich in der Mittelachse. Über dem Eingang ein Zwerchhaus mit drei Fenstern. Das linke Wirtschaftsgebäude (Ziegelbau mit Satteldach) wurde Ende 19. Jh. erbaut, das rechte (Fachwerk-Ziegelbau mit Satteldach auf Feldstein-Sockel) wahrscheinlich 1839. | weitere Bilder                                                       |

### Lentzke
| ID-Nr.            | Lage                  | Bezeichnung | Beschreibung | Bild                                                        |
| ----------------- | --------------------- | --- | --- | ----------------------------------------------------------- |
| 09172780          | Dorfstraße 11 (Lage)  | Gemeinde- und Schulhaus mit Wirtschaftsgebäude | Das auf T-förmigem Grundriss stehende, ein- und zweigeschossige Ziegelgebäude mit Satteldach und Feldstein-Sockel stammt aus dem Jahr 1861. Wirtschaftsgebäude: eingeschossiges Fachwerk-Ziegelgebäude mit Satteldach.       | Gemeinde- und Schulhaus mit Wirtschaftsgebäude              |
| 09170297 Wikidata | Dorfstraße 12c (Lage) | Dorfkirche mit Einfriedung, Gefallenendenkmal, schmiedeeisernen Grabeinfassungen, fünf Eisengusskreuzen, zwei Grabmalen der Familie von Lentzke und der Familiengrabstätte Reuter-Flatow | Es existierten wenigstens zwei, jeweils durch Brände zerstörte Vorgänger-Kirchenbauten (diese waren jedoch nicht gleich ausgerichtet wie die heutige Dorfkirche). Die heute bekannte Kirche stammt aus den Jahren 1870/1871. | weitere Bilder                                              |
| 09172782          | Dorfstraße 13 (Lage)  | Stallgebäude und Einfriedung des ehemaligen Pfarrgehöfts | Bei dem eineinhalbgeschossigen Fachwerk-Ziegelbau mit Satteldach handelt es sich um das größte Stallgebäude des Dorfes Lentzke. Es datiert auf das Jahr 1870. Die Einfriedung hingegen wurde ein Jahr zuvor erstellt.        | Stallgebäude und Einfriedung des ehemaligen Pfarrgehöfts    |
| 09170480          | Dorfstraße 14 (Lage)  | Wohnhaus | Eineinhalbgeschossiger Ziegelbau mit Satteldach aus letzten Viertel des 19. Jahrhunderts. | Wohnhaus                                                    |
| 09170977          | Dorfstraße 18 (Lage)  | Wohnhaus | Das Wohnhaus wurde Ende des 19. Jahrhunderts erbaut. | Wohnhaus                                                    |
| 09170481          | Dorfstraße 30 (Lage)  | Wohnhaus | Das Wohnhaus eines Vierseithofes wurde in der ersten Hälfte des 19. Jahrhunderts erbaut. Es ist ein eingeschossiger traufständiges Fachwerkbau mit Satteldach. Eines von insgesamt zwei Fachwerkhäusern im gesamten Ort.     | Wohnhaus                                                    |
| 09170979          | Dorfstraße 31 (Lage)  | Gasthaus mit Saalbau und Wirtschaftsgebäude | Ehemaliges zweigeschossiges Gasthaus mit Satteldach. Entstehungszeit ca. 1880. Ein in den Jahren 1915/1917 ergänzter Saalbau begrenzt den Hof auf der östlichen Seite.                                                       | Gasthaus mit Saalbau und Wirtschaftsgebäude                 |
| 09171120          | Dorfstraße 44 (Lage)  | Gehöft, bestehend aus Wohnhaus und drei Wirtschaftsgebäuden | Der Vierseithof wurde von 1895 bis 1897 errichtet. Heute befindet sich in den Räumlichkeiten eine Galerie und ein Museum. | Gehöft, bestehend aus Wohnhaus und drei Wirtschaftsgebäuden |

### Linum
| ID-Nr.            | Lage                     | Bezeichnung                                             | Beschreibung | Bild                             |
| ----------------- | ------------------------ | ------------------------------------------------------- | --- | -------------------------------- |
| 09170424          | (Lage)                   | Stahlfachwerkbrücke über den Alten Rhin, bei Linumhorst | Die Brücke ist 42 Meter lang und die Fahrbahn ist 4,5 Meter breit. Die Brücke ist durch geschlagene Nietverbindungen zusammengebaut worden, eine Technik, die heute nicht mehr angewendet wird. Ursprünglich wurde die Brücke 1897 am Berliner Weidendamm als Notbrücke errichtet. Die Brücke wurde 1945 gesprengt, und mit Teilen einer anderen Brücke wieder aufgebaut. | weitere Bilder                   |
| 09170304 Wikidata | Nauener Straße (Lage)    | Dorfkirche                                              | Nachdem der Vorgängerbau zu klein geworden war, wurde die Dorfkirche von 1867 bis 1868 erbaut. Den Entwurf erstellt A. v. Glasenapp. Die Kirche ist eine dreischiffige Halle mit quadratischem Grundriss. Die Kirche ist geprägt durch die Staffelgiebel an dem Turm und dem Schiff.                                                                                      | weitere Bilder                   |
| 09171122          | Nauener Straße (Lage)    | Kriegerdenkmal & Kolonnade                              | Das Kriegerdenkmal (vorgelagert der Dorfkirche Linum) wurde 1923 errichtet. Es wurde im Ersten Weltkrieg zum Gedenken für 49 gefallene Soldaten errichtet. Das Ehrenmal ist eine Kalkstein-Kolonnade mit einem Gebälk. Die Inschrift auf dem Gebälk lautet: „Den tapferen Heldensöhnen der Gemeinde Linum“. Im Denkmal befindet sich eine Skulptur eines Soldaten.        | weitere Bilder                   |
| 09171312          | Nauener Straße 49 (Lage) | Pfarrhaus und Wirtschaftsgebäude                        | Das Pfarrhaus wurde 1857/1858 erbaut. Im Vorgängerbau wurde die Dichterin Luise Hensel geboren. Es ist ein eingeschossiges Haus mit einem Drempelgeschoss und einem Satteldach. Denkmalverlust: Das Wirtschaftsgebäude existiert nicht mehr. Es wurde im Jahr 2021 abgetragen und durch zwei schlichte Schuppen (Bretterverschlag) ersetzt.                               | Pfarrhaus und Wirtschaftsgebäude |
| 09171205          | Nauener Straße 68 (Lage) | Schule                                                  | Die Schule wurde 1800 errichtet. | Schule                           |

### Manker
| ID-Nr.            | Lage                  | Bezeichnung                                                                              | Beschreibung | Bild                                                                                     |
| ----------------- | --------------------- | ---------------------------------------------------------------------------------------- | --- | ---------------------------------------------------------------------------------------- |
| 09170482          | Dorfstraße (Lage)     | Spritzenhaus, vor der Dorfkirche                                                         | Das Spritzenhaus wurde 1915 erbaut. Zur Straße befinden sich zwei Tore als Einfahrt für die Garagen. Hier befindet sich auch der Schlauchturm. Neben der Kirche und dem Pfarrhaus prägt das Spritzenhaus das Ortsbild. | weitere Bilder                                                                           |
| 09170981          | Dorfstraße 3 (Lage)   | Gehöft, bestehend aus Wohnhaus (Villa Falkenberg), zwei Wirtschaftsgebäuden und Scheune  | Die sogenannte Villa Falkenberg ist ein Vierseithof aus dem Jahr 1899. Es ist ein eingeschossiger villenartiger Bau. Der Grundriss ist rechteckig, allerdings ist das Haus mit Risalite stark gegliedert. An der Hausecke zum Ortsausgang befindet sich ein Türmchen mit Spitzhelm | Gehöft, bestehend aus Wohnhaus (Villa Falkenberg), zwei Wirtschaftsgebäuden und Scheune  |
| 09170982          | Dorfstraße 5 (Lage)   | Wohnhaus eines Mittelbauern                                                              | Das Wohnhaus eines Vierseithofes wurde in der zweiten Hälfte des 19. Jahrhunderts erbaut. Es ist ein traufständiges eingeschossiges Gebäude. Auffällig ist der Mittelrisalit mit dem Eingang. Im Giebel über dem Eingang befinden sich Greife und Blumen. | Wohnhaus eines Mittelbauern                                                              |
| 09170483          | Dorfstraße 14 (Lage)  | Neubauernhaus                                                                            | Das Wohnstallhaus wurde 1948 erbaut. Es ist ein Beispiel des nach dem Zweiten Weltkrieg errichtet brandenburgischen Neubauernhaus. Es ist ein eingeschossiges Fachwerkhaus mit einem Satteldach. In den 1970er Jahren wurde der Stall umgebaut. | Neubauernhaus                                                                            |
| 09171978          | Dorfstraße 30 (Lage)  | Gehöft, bestehend aus Wohnhaus mit Laden, Stallscheune, „Gesindehaus“ und Hofpflasterung | Das Wohnhaus mit Laden wurde zwischen 1824 und 1826 gebaut und um 1864 links- und rechtsseitig erweitert. Ladentür und Schaufenster wurden um 1960 durch ein großes Fenster ersetzt. Im Inneren sind sowohl der Grundriss als auch eine große Anzahl originaler Details enthalten. Die Stallscheune, die sich über die gesamte Grundstücksbreite erstreckt, wurde 1883 errichtet. Der Bau des Gesindehauses erfolgte 1900. | Gehöft, bestehend aus Wohnhaus mit Laden, Stallscheune, „Gesindehaus“ und Hofpflasterung |
| 09170486          | Dorfstraße 41 (Lage)  | Gehöft, bestehend aus Wohnhaus, Stall und Scheune                                        | Das Gehöft befindet sich im Ortskern. Das Wohnhaus wurde 1892 erbaut. Es ist ein eingeschossiges, traufständiges Haus mit einem Satteldach. Von den acht Achsen bildet die zwei mittleren ein Risalit mit einem Dreiecksgiebel, im Giebel befindet sich eine Kartusche mit Blattwerk. Der Stall wurde in der ersten Hälfte des 18. Jahrhunderts erbaut, die Scheune im Jahre 1890.                                         | Gehöft, bestehend aus Wohnhaus, Stall und Scheune                                        |
| 09170487          | Dorfstraße 47 (Lage)  | Wohnhaus des ehemaligen Freiguts                                                         | Das jetzige Haus des Freiguts entstand Ende des 18. Jahrhunderts. Das Freigut geht auf die Herren von Rheinsberg zurück (1425), anschließend besaß Hans Schütte von Manquar und Bückwitz das Gut (1542). Weitere Besitzer folgten. Der erste Bau wurde 1638 vernichtet, vom Nachfolgerbau ist nichts bekannt. Das jetzige Haus ist ein zweigeschossiges Haus mit sieben Achsen und Krüppelwalmdach.                        | Wohnhaus des ehemaligen Freiguts                                                         |
| 09170307 Wikidata | Dorfstraße 48 (Lage)  | Dorfkirche                                                                               | Die Kirche entstand in der zweiten Hälfte des 13. Jahrhunderts. Im 15. oder frühen 16. Jahrhundert wurde die Kirche im spätgotischen Stil erneuert. Von 1713 bis 1716 wurde die Kirche nochmal stark verändert, so wurde sie in Richtung Osten um das Doppelte verlängert. Aus dieser Zeit stammt auch der Kanzelaltar im Inneren.                                                                                         | weitere Bilder                                                                           |
| 09170983          | Dorfstraße 50 (Lage)  | Pfarrgehöft, bestehend aus Pfarrhaus und Pfarrscheune                                    | Das Wohnhaus des Pfarrgehöfts wurde 1856 erbaut, es befindet sich westlich der Kirche. Es ist ein traufständiger Sichtziegelbau. Die Ziegel sind gelb, es befinden sich rote Ziegelstreifen im Mauerwerk. Die Pfarrscheune wurde um 1860 erbaut. | weitere Bilder                                                                           |
| 09170488          | Dorfstraße 51 (Lage)  | Gehöft, bestehend aus Wohnhaus, Stall und Scheune                                        | Das Wohnhaus des ehemaligen Vierseithofes wurde Anfang des 19. Jahrhunderts erbaut. Es ist ein traufständiger, eingeschossiger Bau mit einem Satteldach. In der mittleren Achsen befindet sich ein Risalit mit dem Eingang. | Gehöft, bestehend aus Wohnhaus, Stall und Scheune                                        |
| 09170489          | Dorfstraße 56 (Lage)  | Schulgehöft, bestehend aus Dorfschule und Scheune                                        | Dorfschule: 1880 als eingeschossiger Ziegelbau mit Satteldach erbaut. Es ist ein Sichtziegelbau mit sieben Achsen, der Sockel ist aus Feldsteinen erbaut. Scheune: Ziegelbau mit Satteldach, befindet sich parallel zur Schule, westlich des Schulgebäudes liegend. Sie datiert auf das Jahr 1880. | weitere Bilder                                                                           |
| 09171103          | Dorfstraße 58 (Lage)  | Wohnstallhaus eines Vollbauern (Mittelflurhaus)                                          | Das Wohnstallhaus wurde 1697 erbaut, es ist somit eins der ältesten Häuser dieses Typs in Brandenburg. Es ist ein zweigeschossiger Fachwerkbau mit einem Satteldach. Im Mittelflur befand sich eine schwarze Küche. | weitere Bilder                                                                           |
| 09170490          | Dorfstraße 60 (Lage)  | Wohnhaus (Mittelflurhaus)                                                                | Das Mittelflurhaus stammt aus dem 18. Jahrhundert. | Wohnhaus (Mittelflurhaus)                                                                |
| 09170985          | Dorfstraße 68 (Lage)  | Wohnhaus                                                                                 | Das Wohnhaus wurde wahrscheinlich in der ersten Hälfte des 18. Jahrhunderts erbaut. | Wohnhaus                                                                                 |
| 09170491          | Dorfstraße 94 (Lage)  | Molkerei mit Wohnhaus                                                                    | Die Molkerei befindet sich am westlichen Ortseingang. Erbaut wurde sie im Jahre 1890. | Molkerei mit Wohnhaus                                                                    |
| 09172784          | Küdower Straße (Lage) | Friedhof                                                                                 | | weitere Bilder                                                                           |

### Nordhof
| ID-Nr.   | Lage                      | Bezeichnung           | Beschreibung | Bild                  |
| -------- | ------------------------- | --------------------- | ------------ | --------------------- |
| 09172767 | Nordhofer Straße (Lage)   | Scheune (neben Nr. 3) |              | Scheune (neben Nr. 3) |
| 09172768 | Nordhofer Straße 2 (Lage) | Wohnhaus              |              | Wohnhaus              |

### Protzen
| ID-Nr.   | Lage                 | Bezeichnung                                                              | Beschreibung | Bild           |
| -------- | -------------------- | ------------------------------------------------------------------------ | --- | -------------- |
| 09172751 | Dorfstraße 66 (Lage) | Spritzenhaus                                                             | Fachwerkbau von 1823 | Spritzenhaus   |
| 09172752 | Dorfstraße 19 (Lage) | Wohnhaus                                                                 | | BW             |
| 09170399 | Dorfstraße 68 (Lage) | Dorfkirche                                                               | Die spätromanische Feldsteinkirche stammt aus der Mitte des 13. Jahrhunderts, der 32 Meter hohe Turm kam 1682 hinzu. Es ist ein Saalbau mit einem quadratischen Chor. Im Inneren befindet sich ein Kanzelaltar aus dem Jahr 1778. Aus der gleichen Zeit, oder etwas später stammt der barocke Taufengel. Die Orgel wurde 1869 erstellt. | weitere Bilder |
| 09170400 | Dorfstraße 75 (Lage) | Gutshaus                                                                 | Das 1755 erbaute Haus ist ein traufständiges zweigeschossiges Haus mit sieben Achsen und einem Krüppelwalmdach. Hinter dem Haus schließen sich zwei Seitenflügel an. | Gutshaus       |
| 09172786 | Dorfstraße 87 (Lage) | Gehöft, bestehend aus Wohnhaus, zwei Wirtschaftsgebäuden und Pflasterung | | weitere Bilder |
| 09171719 | Dorfstraße 95 (Lage) | Mühle mit Mühlentechnik                                                  | Dreigeschossiger kubischer Ziegelbau mit Flach- und Satteldach, erbaut in den Jahren 1913-1914. Nicht mehr vorhanden ist das große straßenseitige Vordach. Auch wurde der zur Dorfstraße ausgerichtete Lastkran zurückgebaut. | weitere Bilder |

### Tarmow
| ID-Nr.   | Lage                                  | Bezeichnung | Beschreibung | Bild |
| -------- | ------------------------------------- | --- | --- | --- |
| 09170420 | Dorfstraße / Küsterstege 81a-b (Lage) | Dorfkirche | Die Dorfkirche wurde auf Grundlage der Normalkirche Schinkels 1834/1835 erbaut, die Einweihung fand am 3. August 1835 statt. Der Saalbau ist im Rundbogenstil gehalten, der Westturm erinnert an einen italienischen Campanile. Die Ausstattung im Inneren ist aus der Bauzeit. | weitere Bilder |
| 09171160 | Dorfstraße 43 (Lage)                  | Gehöft, bestehend aus Mittelflurhaus und zwei Ställen                                                             | Das Mittelflurhaus mit zwei Ställen sind Teile eines Vierseithofes. Das Wohnhaus wurde Ende des 18. Jahrhunderts erbaut. Es ist ein zweigeschossiges, giebelständiges Haus mit einem Satteldach. Das linke Stallgebäude wurde 1870, das rechte Stallgebäude 1819 errichtet. | Gehöft, bestehend aus Mittelflurhaus und zwei Ställen                                                             |
| 09172790 | Dorfstraße 63 (Lage)                  | Gehöft, bestehend aus Wohnhaus, zwei Stallgebäuden, Scheune, zwei Ziegelpfosten der Hofzufahrt und Hofpflasterung | Wohnhaus: im Kern Mitte 19. Jh.; zwischen 1904/11 erweitert; spätklassizistische Gliederung. Eines der letzten vollständig erhaltenen, großen Vierseitgehöfte in Tarmow. Linkes Stallgebäude (1894): zweigeschossiger gelber Sichtziegelbau. Südseite Inschrift 1894. Scheune hinten (1904): gelber Sichtziegelbau. Rechtes Stallgebäude: zum Wohnhaus gerichteter Teil, um Mitte 19. Jh., 1907 umgebaut und verlängert. Die Hofzufahrt flankiert von zwei Ziegelpfosten mit Kugelaufsätzen, die Hoffläche mit kleinteiliger Feldsteinpflasterung, Vorgarten eingefriedet. | Gehöft, bestehend aus Wohnhaus, zwei Stallgebäuden, Scheune, zwei Ziegelpfosten der Hofzufahrt und Hofpflasterung |

### Walchow
| ID-Nr.                           | Lage                    | Bezeichnung                                                                                                   | Beschreibung | Bild                                                               |
| -------------------------------- | ----------------------- | --- | --- | ------------------------------------------------------------------ |
| 09170423                         | Dorfstraße (Lage)       | Dorfkirche | Die Dorfkirche wurde um 1851/1852 im Stil der Neugotik erbaut und ersetzte einen Vorgängerbau. Im Osten der Saalkirche befindet sich ein Staffelgiebel und eine polygonale Apsis, im Westen ein Turm mit einem Spitzhelm. | weitere Bilder                                                     |
| 09171591 Teilobjekt zu: 09170423 | Dorfstraße (Lage)       | Glocke | Eine Glocke der Firma Ulrich und Weule. Datiert lt. Inschrift auf das Jahr 1924. | BW                                                                 |
| 09171176                         | Dorfstraße (Lage)       | Grabstätte Hölsche-Zerahn, auf dem Kirchhof                                                                   | Die Grafstätte wurde 1868 errichtet. Sie wurde für Erdmann Friedrich Theodor Hölsche, den Sohn des Dorfschulzen Theodor Friedrich Hölsche erstellt. Für die Familie Zerahn befinden sich Gedenktafel auf der Grabstätte.  | Grabstätte Hölsche-Zerahn, auf dem Kirchhof                        |
| 09170993                         | Dorfstraße 11 (Lage)    | Wohnhaus mit Stallspeicher                                                                                    | Das Wohnhaus wurde Ende des 19. Jahrhunderts erbaut. Es ist Teil eines nicht mehr vollständigen Vierseithofes. | Wohnhaus mit Stallspeicher                                         |
| 09172804                         | Dorfstraße 13 (Lage)    | Gehöft (Lehnschulzengut), bestehend aus Wohnhaus, zwei Stallgebäuden, Scheune, Einfriedung und Hofpflasterung | | BW                                                                 |
| 09170994                         | Dorfstraße 15/16 (Lage) | Gehöft mit Wohnhaus, rechter Stallscheune und linkem Stallspeicher                                            | Das Wohnhaus wurde Mitte des 19. Jahrhunderts erbaut. Es ist Teil eines nicht mehr vollständigen Vierseithofes. | Gehöft mit Wohnhaus, rechter Stallscheune und linkem Stallspeicher |

### Wall
| ID-Nr.                           | Lage                      | Bezeichnung                                                                                        | Beschreibung                                                                                        | Bild               |
| -------------------------------- | ------------------------- | -------------------------------------------------------------------------------------------------- | --------------------------------------------------------------------------------------------------- | ------------------ |
| 09171936                         | Dorfstraße 46/47 (Lage)   | Gutsanlage, bestehend aus Gutshaus und Kapelle, Inspektorenhaus, Torbau, Nebengebäude und Gutspark | | weitere Bilder     |
| 09171940 Teilobjekt zu: 09171936 | Dorfstraße 46/47 (Lage)   | Gutspark                                                                                           | Datiert auf 1851/1910. Nördlich des Gutshauses befindlich.                                          | Gutspark           |
| 09171937 Teilobjekt zu: 09171936 | Dorfstraße 47 (Lage)      | Herrenhaus                                                                                         | 13achsiger Bau mit Krüppelwalmdach. Datiert auf 1751/1800 & 1828.                                   | Herrenhaus         |
| 09171938 Teilobjekt zu: 09171936 | Dorfstraße 46 (Lage)      | Inspektorenhaus                                                                                    | Zweigeschossiger Ziegelbau mit Satteldach auf einem Feldstein-Sockel. Datiert auf 1854 (Inschrift). | Inspektorenhaus    |
| 09171939 Teilobjekt zu: 09171936 | Dorfstraße 46 & 47 (Lage) | Remise & Eiskeller                                                                                 | Ziegelbau mit Satteldach. Datiert auf 1901/1910.                                                    | Remise & Eiskeller |

### Wustrau
| ID-Nr.                            | Lage                                  | Bezeichnung | Beschreibung | Bild |
| --------------------------------- | ------------------------------------- | --- | --- | --- |
| 09171211                          | (Lage)                                | Luch-Chaussee, kopfsteingepflasterte Abschnitte ab Ortsausgang Wustrau und vom Abzweig Zietenhorst bis zur Kreisgrenze | Der gepflasterte Damm nach Flatow ist ein wichtiges Zeugnis für den Ausbau des Verkehrsnetzes und die Luch-Meliorisation. Er bestand bereits Ende des 18. Jahrhunderts und ist mit rautenförmig verlegten Granitsteinen gepflastert. | Luch-Chaussee, kopfsteingepflasterte Abschnitte ab Ortsausgang Wustrau und vom Abzweig Zietenhorst bis zur Kreisgrenze |
| 09171954                          | Akazienstraße 1 (Lage)                | Gehöft, bestehend aus Wohnhaus und Wirtschaftsgebäude                                                                  | In unmittelbarer Nähe des östlich verlaufenden Wustrauer Rhins, am südlichen Ende der Akazienstraße. Bildet zusammen mit der benachbarten Akazienstraße Nr. 2 ein symmetrisches Doppelgehöft, die so genannten Schifferhäuser. Wohnhaus aus der ersten Hälfte 19. Jh., straßenseitige Aufstockung zweite Hälfte 19. Jh. Zweigeschossiger dreiachsiger Massivbau auf Feldsteinsockel mit Satteldach. Fassadengliederung mit feinem Gurtgesims, profilierten Fenstereinfassungen und Ritzquaderung an den Ecken. Eingang in der Außenachse. Rückseite eingeschossig. | Gehöft, bestehend aus Wohnhaus und Wirtschaftsgebäude                                                                  |
| 09171955 Teilobjekt zu: 09171954  | Akazienstraße 1 (Lage)                | Stall | Stallgebäude, errichtet parallel zum Rhin. Erste Hälfte 19. Jh. Kleiner giebelständiger, eineinhalbgeschossiger Fachwerkbau mit Lehmstakenausfachung und weit vorkragendem Oberstock. | Stall |
| 09170434                          | Am Schloß 1 (Lage)                    | Schloss mit Kavaliershaus                                                                                              | Das Schloss wurde im Kern von 1742 bis 1750 erbaut. | weitere Bilder |
| 09170434a Teilobjekt zu: 09170434 | Am Schloß 1 (Lage)                    | Kavaliershaus | Das Kavaliershaus (rechts vom Schlossvorhof) wurde etwa 1690 bis 1750 erbaut. Bauherr war Joachim Mathias von Zieten (nach dem Tod Hans Joachim von Zieten). | Kavaliershaus |
| 09170433                          | Am Schloß 1 / Hohes Ende (Lage)       | Landschaftspark | Der ausgedehnte Park hinter dem Schloss wird zur Straße durch eine Reihe behauener Findlinge markiert. Darin die Steinbank Parkbereiche westlich vom Schloss bis zu den Bettenhäusern und östlich am Seeufer als schlichte Grünanlage mit Rasenflächen, Wirtschaftswegen und Resten von Altgehölzen gestaltet. Nordwestlich anschließend großer baumbestandener Wiesenraum, der zu den Grundstücksgrenzen und zum Seeufer dichter abgepflanzt ist. Der Entwurf stammt vermutlich von Peter Joseph Lenné. Entstanden 1801/1815 (Erweiterung um 1840). | Landschaftspark · Landschaftspark                                                                                      |
| 09171621 Teilobjekt zu: 09170433  | Am Schloß 1 / Hohes Ende (Lage)       | Kapelle | Unweit des Seeufers steht die Schifferkapelle: ein neogotischer Sichtziegelbau aus dem ersten Drittel des 19. Jhs. | Kapelle |
| 09170943                          | An der Mühle (Lage)                   | Mühlenensemble | Bestehend aus Mühlengebäude, Wasserradhaus und Maschinenhaus. Hier befand sich seit 1458 (nach anderen Angaben 1418) eine Mühle. Die Mühle wurde 1881 von den Brüdern Gotthold und Helmut Mau erworben und 1897 umgebaut. 1918 Brand; 1919 Wiederaufbau nach Plänen von Otto Kuhlmann war sie bis 1970 in Betrieb. Links anschließend das Wasserradhaus. Im Kern zum Vorläuferbau gehörend und 1897 erneuert. Über dem Fluss aufgeständerte, leichte Eisenfachwerkkonstruktion mit Ziegelausfachung. Innen großes Schaufelrad, das 1955 aus Neustadt-Spiegelberg hierher versetzt wurde. Auf der Rückseite das Maschinenhaus, ebenfalls vom Vorläuferbau, wie auch der dahinter stehende Schornstein auf hohem, quadratischem Sockel; Ende 19. Jahrhundert.                                                                       | Mühlenensemble |
| 09171956                          | An der Mühle 4 (Lage)                 | Doppelwohnhaus und Wirtschaftsgebäude                                                                                  | Das sogenannte Müllerhaus neben dem Mühlengrundstück wurde zeitweise als Vierfamilienhaus genutzt. Datierung 1801/1830. Langgestreckter traufständiger, eingeschossiger Putzbau über niedrigem Feldsteinsockel. Im Kern Fachwerk, die Außenwände massiv unterfangen. Typisches Doppelwohnhaus, im Äußeren eines der letzten anschaulichen Zeugnisse dieses Bautyps in Wustrau. | Doppelwohnhaus und Wirtschaftsgebäude                                                                                  |
| 09171957 Teilobjekt zu: 09171956  | An der Mühle 4 (Lage)                 | Stall | Wirtschaftsgebäude: Giebelständiger zur Straße ausgerichteter Sichtziegelbau mit Fachwerkdrempel. Massiv und Fachwerk mit Ziegelausfachung. Datierung 1851/1900. | Stall |
| 09171958                          | An der Mühle 6 (Lage)                 | Villa mit Gartenpavillon                                                                                               | Das Wohnhaus an der Straße nach Altfriesack entstand in der ersten Hälfte des 19. Jhs. als Ölmühle und wurde um 1900 umgebaut und erweitert. Der ältere Teil ist ein eingeschossiger traufständiger Fachwerkbau mit Krüppelwalmdach. Aus der Zeit des Umbaus zwei stehende Dachgauben mit großem Dachüberstand und Windbrettern. Es ist ein verputzter Massivbau mit reich gestaltetem Giebel mit Freigespärre und gesägtem Zierwerk. Großzügige wintergartenartige Veranda, die großen Fenster mit dekorativer Sprossengliederung. In dieser Vollständigkeit selten erhaltenes Beispiel eines Mühlenkomplexes. Ortsgeschichtlich wichtiges und ortsbildprägendes Ensemble mit qualitätvollen Einzelbauten. Die vielgestaltige Mühlenvilla integriert geschickt das alte Mühlenhaus und erzielt so eine malerische Gesamtwirkung. | Villa mit Gartenpavillon                                                                                               |
| 09170435                          | Hohes Ende (Lage)                     | Eiskeller, links von Nr. 8                                                                                             | Der Eiskeller ist um 1750 entstanden. Hier wurde Eis des Ruppiner Sees für den Sommer gelagert. Das Sandsteinportal ist aufwendig gestaltet, zwei Hermen von Friedrich Christian Glume schmücken das Portal. Bis 1945 wurde hier Eis eingelagert, 2003 wurde der Eiskeller restauriert. | Eiskeller, links von Nr. 8                                                                                             |
| 09171946                          | Hohes Ende 9 (Lage)                   | Wirtschaftsgebäude | Stallscheune. Teil eines Dreiseithofs. Erste Hälfte 19. Jh. Eineinhalbgeschossiger, zweifach verriegelter Fachwerkbau auf Feldsteinsockel. Ursprüngliche Lehmstakenausfachung an der Rückseite großflächig erhalten, sonst durch Ziegel ersetzt. Beide Giebel verbrettert. | Wirtschaftsgebäude |
| 09171206                          | Hohes Ende 16 (Lage)                  | Gehöft, bestehend aus Wohnhaus, zwei Stallgebäuden, Scheune und Einfriedung                                            | Das Wohnhaus des Vierseithofes wurde 1850 erbaut. Es ist ein Bau mit sieben Achsen, zwei Geschossen und einem Krüppelwalmdach. Die beiden Stallgebäude sind Ende des 19. Jahrhunderts erbaut worden. Einziges geschlossen erhaltenes, großes Gehöft am Hohen Ende, das die ursprüngliche Bebauung und landwirtschaftlich geprägte Nutzung dokumentiert. | Gehöft, bestehend aus Wohnhaus, zwei Stallgebäuden, Scheune und Einfriedung                                            |
| 09172599 Teilobjekt zu: 09171206  | Hohes Ende 16 (Lage)                  | Stall | Stallgebäude links von 1886/1900. Sockel aus Feldstein | Stall |
| 09172601 Teilobjekt zu: 09171206  | Hohes Ende 16 (Lage)                  | Einfriedung | Einfriedung, Feldstein-Ziegelmauer mit Ziegelpfeilern. | Einfriedung |
| 09171947                          | Hohes Ende 18 (Lage)                  | Wirtschaftsgebäude | Wirtschaftsgebäude. Weit zurückgesetzter giebelständiger Bau links vom traufständigen, jüngst modernisierten Wohnhaus. Wiedererrichtet nach Brand 1890. Ursprünglich Pferde-, Kuh-, Schweine- und Hühnerstall. | Wirtschaftsgebäude |
| 09170997                          | Hohes Ende 20a–b (Lage)               | Schulgehöft, bestehend aus der ehemaligen Einklassenschule mit angebautem Unterrichtsgebäude und Stallspeicher         | 1833 anstelle eines Fachwerkbaus als Schulgebäude entstanden. 1993/94 Renovierung, seitdem zwei Klassenräume für Grundschule, Gemeindebüro und drei Wohnungen. Nutzung als Heimatstube Wustrau. | Schulgehöft, bestehend aus der ehemaligen Einklassenschule mit angebautem Unterrichtsgebäude und Stallspeicher         |
| 09172379 Teilobjekt zu: 09170997  | Hohes Ende 20a–b (Lage)               | Stall und Speicher | Das Gebäude steht links neben dem Schulgebäude. Um 1833. Eineinhalbgeschossiger Sichtziegelbau. Die Mitte der Langseite durch eine große, flach ausgebildete Halbkreisblende betont, dasselbe Motiv im Giebel wiederholt, darunter drei kleine gestufte Okuli. | Stall und Speicher |
| 09170436                          | Zietenstraße (Lage)                   | Dorfkirche | Die evangelische Kirche war im Ursprung ein Bau aus der Spätgotik (Datierung 1451/1500). Im Jahre 1781 wurde die Kirche umgebaut und erneuert, ebenso 1883-1886. 1910-1911 fand eine Umgestaltung durch Georg Büttner statt. 1989-1991 Restaurierung. | weitere Bilder |
| 09172132 Teilobjekt zu: 09170436  | Zietenstraße (Lage)                   | Epitaph | Entwurf Christian Bernhard Rode, Ausführung Wilhelm Christian Meyer, Gewidmet Hans Joachim von Zieten, um 1786 | Epitaph |
| 09172132 Teilobjekt zu: 09170436  | Zietenstraße (Lage)                   | Glocke | Glocke von 1922 von Ulrich & Weule. | BW |
| 09171370                          | Zietenstraße (Lage)                   | Kriegerdenkmal | Nordöstlich der Dorfkirche. 1922 aus massivem Feldstein errichtet | Kriegerdenkmal |
| 09171948                          | Zietenstraße 5 (Lage)                 | Wirtschaftsgebäude | Der Stall aus der ersten Hälfte des 19. Jhs. ist ein eineinhalbgeschossiger Fachwerkbau mit Satteldach. Er ist ein anschauliches und gut erhaltenes Zeugnis des frühen 19. Jh. für die ursprünglich durch landwirtschaftliche Nutzung geprägte Ortserweiterung südlich der Ernst-Thälmann-Straße (ursprünglich zu Akazienstraße 15 gehörend, Eckgrundstück). | Wirtschaftsgebäude |
| 09170996                          | Zietenstraße 6, Eichenallee 7a (Lage) | Pfarrhaus mit Einfriedung                                                                                              | Das Haus entstand 1737/38 als Fachwerkhaus. Ende des 19. Jh. wurde die Fassade, 1909 die Rückseite durch massives Mauerwerk ersetzt. 1945 Kriegsschäden an Straßenfront und Dach, Wiederherstellung bis 1950. Sanierung 1996/97. Es handelt sich um einen prägnanten zweigeschossigen, siebenachsigen Putzbau auf Feldsteinsockel. Im inneren ist noch der großzügige Zuschnitt des Pfarrhauses erkennbar. | Pfarrhaus mit Einfriedung                                                                                              |
| 09171960                          | Zietenstraße 7 (Lage)                 | Wirtschaftsgebäude | Der an der nördlichen Seite des Friedhofs stehende Stall entstand um 1800 als Fachwerkbau mit Lehmstakenausfachung. | Wirtschaftsgebäude |

### Zietenhorst
| ID-Nr.   | Lage                  | Bezeichnung                 | Beschreibung | Bild                        |
| -------- | --------------------- | --------------------------- | --- | --------------------------- |
| 09171328 | Zietenhorst 4 (Lage)  | Siedlungshaus               | Das Wohnhaus Zietenhorst 4 (vgl. dazu Zietenhorst Nr. 3) wurde von 1939 bis 1941 erbaut. Ab 1945 wurde das Haus als Gaststätte genutzt. Zu dieser Zeit wurde auch der Anbau errichtet. Es ist ein eingeschossiges Fachwerkhaus mit Satteldach. Im Zuge der Erneuerung des Daches wurden die Schornsteine entfernt. | Siedlungshaus               |
| 09171329 | Zietenhorst 5 (Lage)  | Siedlungshaus mit Erdkeller | Das eingeschossige Fachwerkhaus (vgl. dazu Zietenhorst Nr. 4) mit Satteldach und drei Schornsteinen wurde 1939 bis 1941 erbaut. | Siedlungshaus mit Erdkeller |
| 09171330 | Zietenhorst 11 (Lage) | Siedlungshaus               | Das eingeschossige Fachwerkhaus wurde 1939 bis 1941 erbaut. | Siedlungshaus               |

## Ehemalige Baudenkmale
| ID-Nr. | Lage                           | Bezeichnung    | Beschreibung                                                                | Bild           |
| ------ | ------------------------------ | -------------- | --------------------------------------------------------------------------- | -------------- |
|        | Hakenberg Dorfstraße 41 (Lage) | Wohnhaus       |                                                                             | Wohnhaus       |
|        | Nauener Straße 70 (Lage)       | Mittelflurhaus | Das Mittelflurhaus wurde in der zweiten Hälfte des 18. Jahrhunderts erbaut. | Mittelflurhaus |